# Adinopsis bicornis
Adinopsis bicornis är en skalbaggsart som beskrevs av Jan Klimaszewski 1979. Adinopsis bicornis ingår i släktet Adinopsis och familjen kortvingar. Inga underarter finns listade i Catalogue of Life.